# 瓦夫日奇卡等人訴捷克共和國案
瓦夫日奇卡等人訴捷克共和國案（英語：Vavřička and Others v. the Czech Republic），申請編號 47621/13, 3867/14, 73094/14, 19306/15, 19298/15 及 43883/15，是一宗歐洲人權法院在2021年決定的案件。法庭裁定捷克共和國強制兒童接種疫苗的措施沒有違反歐洲人權公約。
捷克的《保障公共衛生條例》要求所有居民按照指示接種疫苗，違例者可遭罰款；假如兒童沒有接種疫苗，托兒所及幼稚園必須拒絕他們進入處所。其中一名原告人沒有帶同兩名子女接種小兒麻痺症、乙型肝炎及破傷風疫苗，因此被罰款3000元捷克幣。其餘五名原告人的子女因沒有接種疫苗，而被拒絕進入托兒所及幼稚園。六名原告人不滿當局措施，在歐洲人權法院提起訴訟，聲稱政府措施違反了他們根據歐洲人權公約第8條所享有「私人生活應受尊重」的權利 (Right to respect for private life) 。
歐洲人權法院裁定，相關措施雖然干預了原告人的人權，但相關的干預是可被接受的，因此駁回六名原告人的訴訟。法庭裁定，捷克政府採取相關措施，具有「保障他人的健康及權利」之正當目的，而相關措施是合乎比例的。
原告人認為強制注射疫苗的要求不安全，沒有效用，且對民眾構成過大負擔，但這些論點均被法庭駁回。法庭認為，相關法例並沒有允許醫護人員強制向兒童施打疫苗，而且針對首名原告人的罰款只是一次性，罰款金額亦不高。縱使其餘原告人的子女無法入讀幼稚園，相關措施並非具懲罰性，這些兒童亦可以如常就讀小學。假如兒童具有健康理由令他們不適合接種，他們更可獲得豁免，毋須接種疫苗便可入讀。
就疫苗的效用及安全性，法庭指出各國都同意疫苗對保障市民的健康是極其重要的。即使疫苗在極罕見情況下可能對人體造成損害，但根據捷克政府一方的證據，每十萬名接種疫苗的兒童當中只有約五至六名兒童受到嚴重影響，數字微不足道。
本案是歐洲人權法院首次就強制接種的議題作出裁決。

## 外部連結
歐洲人權法院網站所載的判案書全文 （页面存档备份，存于） （页面存档备份，存于） （页面存档备份，存于） （页面存档备份，存于） （页面存档备份，存于）